# 球磨村立神瀬小学校

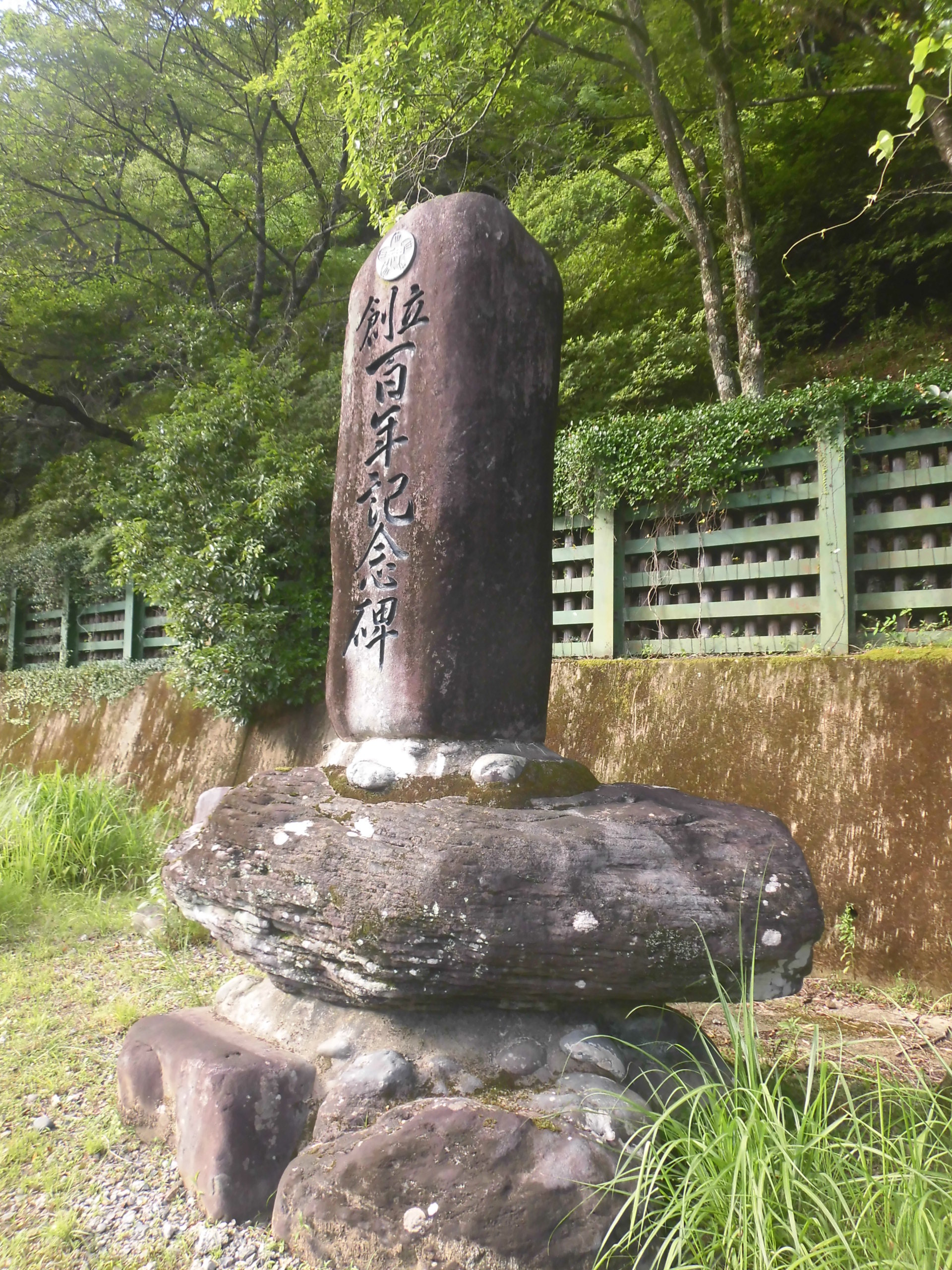
創立100周年記念碑

球磨村立神瀬小学校（くまそんりつ こうのせしょうがっこう）は、かつて熊本県球磨郡球磨村にあった公立の小学校。
2010年（平成22年）3月末をもって閉校し、「球磨村立一勝地小学校」に統合された。

## 概要
歴史
1874年（明治7年）創立。2010年（平成22年）に閉校し、136年の歴史に幕を閉じた。
校訓
「学ぶ子、強い子、やさしい子」
校章
山桜の花弁を背景にして、中央に校名の頭文字である「神」の文字を配している。
校歌
作詞は江原白村、作曲は山之内出雲による。歌詞は3番まであり、2番の歌詞中に「神瀬」が、3番の歌詞中に「神瀬小」が登場する。

## 沿革
神瀬小学校
- 1874年（明治7年）3月 - 「仮屋小学校」が創立。
- 1880年（明治13年）4月 - 「高音小学校」に改称。
- 1883年（明治16年）1月 - 高沢分教場を設置。
- 1886年（明治19年）- 小学校令施行により、簡易科（3年制）を設置の上、「簡易高音小学校」に改称。
- 1889年（明治22年）
  - 4月1日 - 町村制施行により、球磨郡2村（大瀬・神瀬）合併により、「神瀬村」が発足。
  - 10月 - 尋常科（4年制）を設置の上、「尋常高音小学校」に改称。
- 1892年（明治25年）- 「高音尋常小学校」に改称。高沢分教場が分離の上、高沢尋常小学校として独立
- 1901年（明治34年）4月 - 高等科を併置の上、「高音尋常高等小学校」に改称。
- 1904年（明治37年）6月 - 川島分教場を設置。
- 1908年（明治41年）
  - 4月 - 改正小学校令により、尋常科（義務教育年限）が4年制から6年制に改められる。従来の尋常科4年・高等科4年を「尋常科6年・高等科2年」に改める。
  - 6月 - 大槻分教場を設置。
- 1913年（大正2年）4月 - 大槻分教場を高沢尋常小学校に移管。
- 1915年（大正4年）4月 - 多武除分教場を設置。
- 1926年（大正15年）- 「神瀬尋常高等小学校」に改称。
- 1930年（昭和5年）4月 - 「神瀬高音尋常高等小学校」に改称。
- 1941年（昭和16年）4月1日 - 国民学校令施行により、「神瀬村神瀬国民学校」に改称。尋常科を初等科に改める。
- 1947年（昭和22年）- 学制改革が行われる（六・三制の実施）
  - 4月1日 - 国民学校初等科は、新制小学校「神瀬村立神瀬小学校」に改組・改称。
  - 4月22日 - 国民学校高等科は青年学校普通科とともに、新制中学校「神瀬村立神瀬中学校」に改組・改称。
- 1953年（昭和28年）- 木造新校舎が完成。
- 1954年（昭和29年）4月1日 - 3村（渡・一勝地・神瀬）統合により、「球磨村」が発足。「球磨村立神瀬小学校」（最終名）に改称。
- 1955年（昭和30年）- 白石地区の児童が転入。
- 1956年（昭和31年）3月31日 - 多武除分校が閉校。
- 1964年（昭和39年）3月31日 - 球磨村立大瀬小学校を統合。
- 1974年（昭和49年）- 創立100周年記念式典を挙行。
- 1978年（昭和53年）- 坂本村立中津道小学校から楮木（かじき）地区の児童が転入。
- 1982年（昭和57年）- 鉄筋コンクリート造の新校舎が完成。

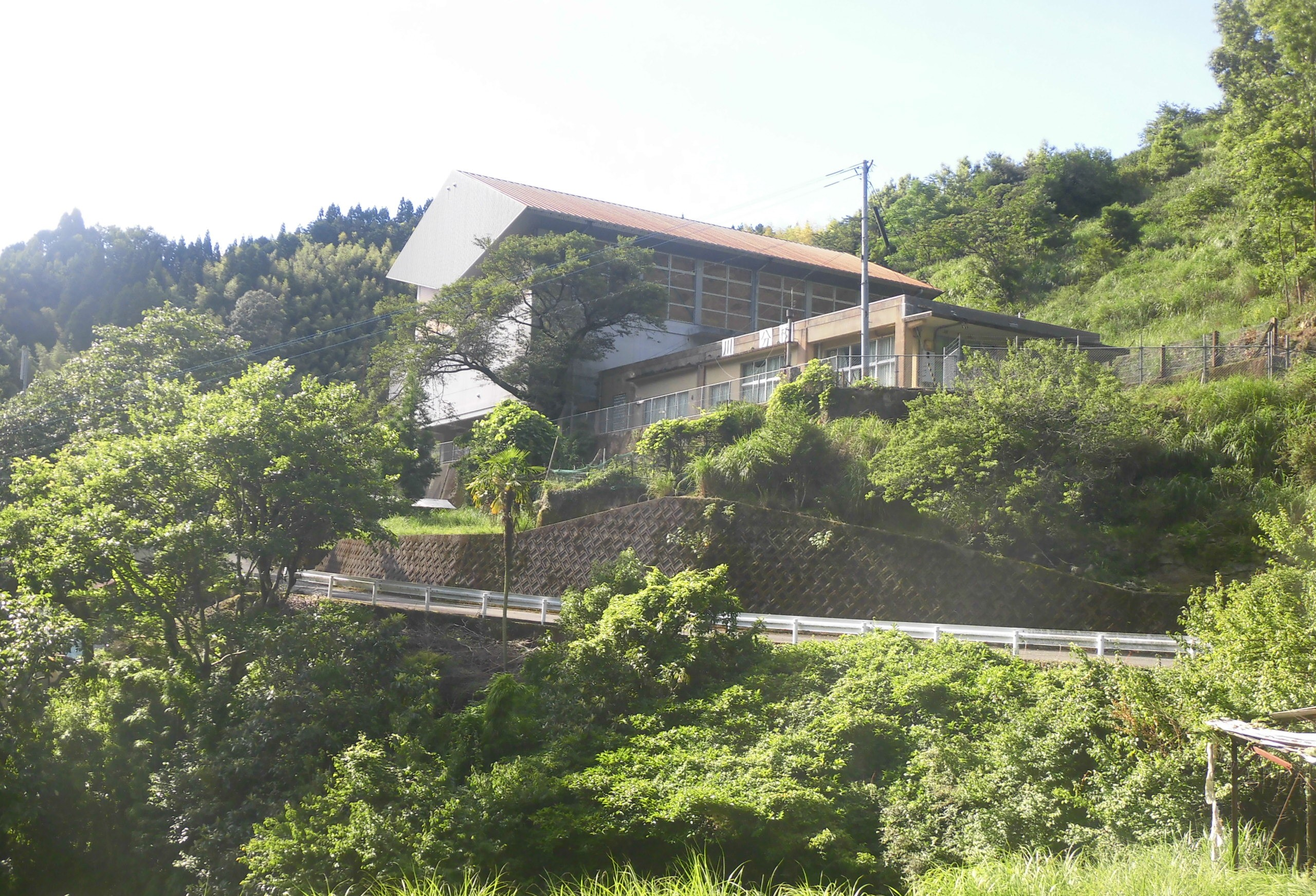
旧・川島分校

- 2004年（平成16年）3月31日 - 川島分校が閉校。
  - 最終所在地（川島分校）- 熊本県球磨郡球磨村神瀬1293番地（北緯32度20分36.6秒 東経130度39分25.8秒 / 北緯32.343500度 東経130.657167度）
- 2010年（平成22年）3月31日 - 球磨村立一勝地小学校への統合により閉校。
  - 最終所在地（神瀬小学校）- 熊本県球磨郡球磨村神瀬乙25番地（北緯32度18分53.7秒 東経130度36分44.5秒 / 北緯32.314917度 東経130.612361度）
  - 閉校後の校地・校舎は、2014年（平成26年）5月1日より「神瀬福祉センターたかおと」として使用されていたが、2020年（令和2年）7月の集中豪雨で球磨川が氾濫し、敷地および施設建物に大きな被害を受けたため、センターは廃止の上、施設は解体され、更地となっている。

旧・大瀬小学校（おおせ）

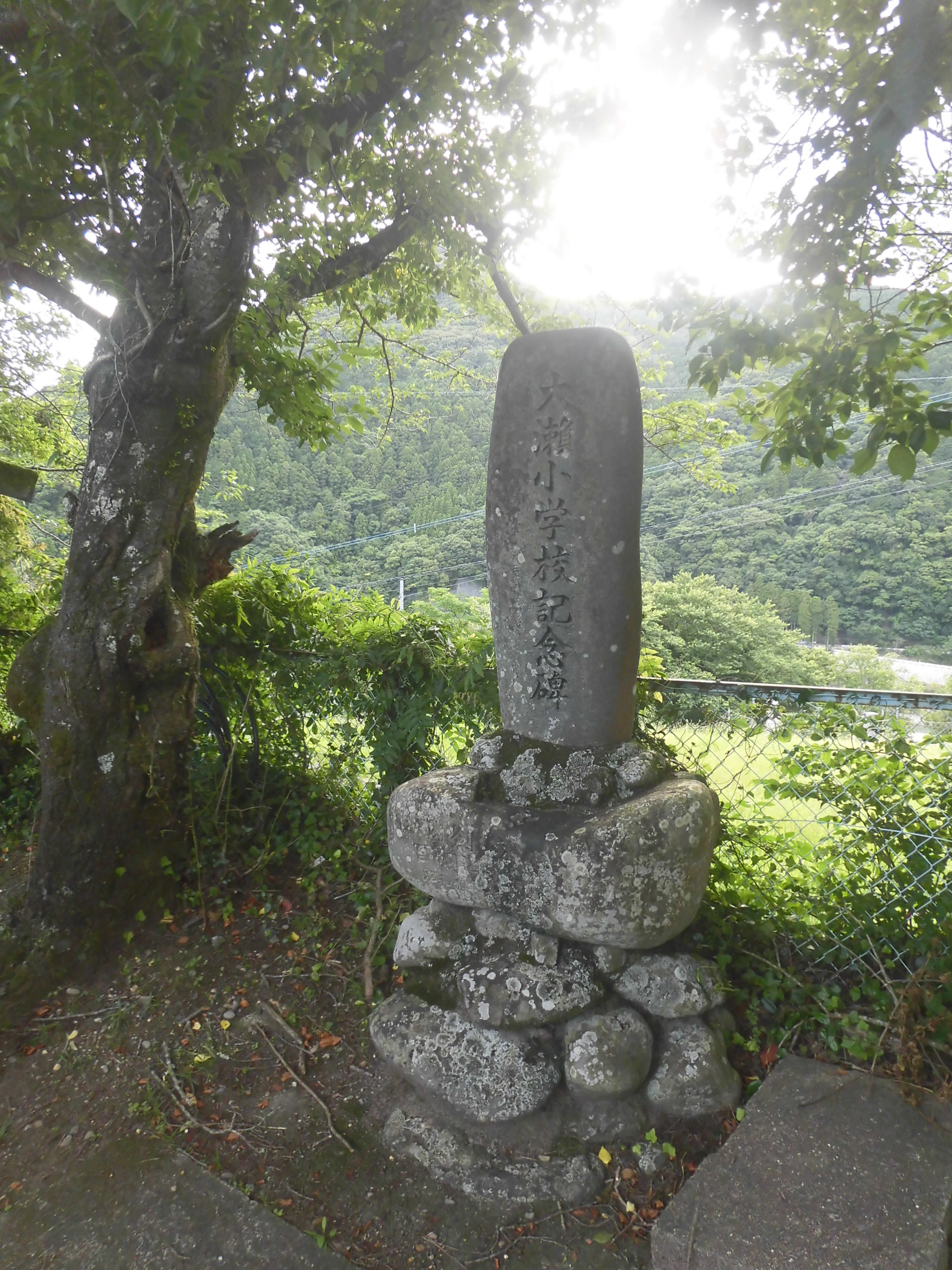
大瀬小学校閉校記念碑

- 1874年（明治7年）4月 - 「公立蔀小学校」として創立。
- 1893年（明治26年）4月 - 「大瀬尋常小学校」と改称。
- 1941年（昭和16年）4月1日 - 「神瀬村大瀬国民学校」と改称。
- 1947年（昭和22年）4月1日 - 新制小学校「神瀬村立大瀬小学校」と改称。
- 1954年（昭和29年）4月1日 - 「球磨村立大瀬小学校」（最終名）と改称。
- 1964年（昭和39年）4月1日 - 球磨村立神瀬小学校へ統合。
  - 最終所在地 - 熊本県球磨郡球磨村大瀬（北緯32度16分55.3秒 東経130度36分20.9秒 / 北緯32.282028度 東経130.605806度）

## 交通アクセス
最寄りのバス停留所
- 九州産交バス 「神瀬福祉センターたかおと前」停留所

最寄りの幹線道路
- 国道219号

## 周辺
- 球磨村神瀬地区みんなの家（公民館）- 2025年（令和7年）7月5日完成[1]
- 球磨村森林組合
- 神瀬保育園
- 神瀬郵便局（2020年（令和7年）7月の豪雨災害の後、閉鎖されている[2]）
- 乗光寺
- 神照寺
- 信證寺
- 球磨川
- 川内川